# Ama Pui
Ama Pui (cha của Pui), tên thật Y Liă Mjâo là một chính khách Việt Nam, sắc tộc người Êđê là cựu Bí thư tỉnh ủy Đắk Lắk, Chủ tịch Ủy ban nhân dân tỉnh. Ông sinh ngày ngày 26 tháng 6 năm 1932 tại buôn A Drơng, xã Cư Pơng, huyện Krông Buk, tỉnh Đắk Lắk.
Tháng 4-1975, là Tỉnh ủy viên được phân công làm Phó Bí thư Thị ủy, Phó Chủ tịch UBND, Chủ tịch Mặt trận thị xã Buôn Ma Thuột. 
Tháng 6-1991, tại Đại hội đại biểu toàn quốc lần thứ VII của Đảng, ông làm Ủy viên dự khuyết Ban Chấp hành Trung ương Đảng. 
Năm 1992 tại Đại hội đại biểu Đảng bộ tỉnh Đắk Lắk lần thứ XI ông làm Phó Bí thư Tỉnh ủy, Chủ tịch Ủy ban nhân dân tỉnh. Hội nghị Ban Chấp hành Đảng bộ tỉnh Đắk Lắk giữa nhiệm kỳ khóa XI, ông làm Bí thư Tỉnh ủy (1994-5/1996) – Ủy viên Ban Chấp hành Trung ương Đảng. Ông là đại biểu Quốc hội Khóa VIII, Khóa IX, Ủy viên Hội đồng Dân tộc của Quốc hội Khóa VIII, Khóa IX.
Năm 1997 ông nghỉ công tác.